# Pero solitaria
Pero solitaria är en fjärilsart som beskrevs av William Schaus 1911. Pero solitaria ingår i släktet Pero och familjen mätare. Inga underarter finns listade i Catalogue of Life.